# Nelidovskij rajon
Il Nelidovskij rajon (in russo Нелидовский район?) è un rajon dell'Oblast' di Tver', nella Russia europea; il capoluogo è Nelidovo. Istituito nel 1929, ricopre una superficie di 2632 chilometri quadrati ed ospitava nel 2010 una popolazione circa 30.000 abitanti.